# Nya Rumshorvavägen (naturreservat)
Nya Rumshorvavägen är ett naturreservat i Högsby kommun i Kalmar län.
Området är naturskyddat sedan 1996 och är 2,4 hektar stort. Reservatet består av bokskog med visst inslag av ek, och även klen björk. 